# Drepanostachyum ampullare
Drepanostachyum ampullare là một loài thực vật có hoa trong họ Hòa thảo. Loài này được (T.P.Yi) Demoly mô tả khoa học đầu tiên năm 2005.